# Nerkoo kanal
Nerkoo kanal (fi. Nerkoon kanava) är en kanal som förbinder sjöarna Onkivesi och Nerkoonjärvi i Norra Savolax. Den ligger i Lapinlax kommun. Kanalen är 1770 meter lång, har en sluss och en höjdskillnad på 1,00–1,30 meter. Kanalen byggdes 1866–1869 och förnyades 1981–1983.